# 長倉
做多（英語：long）與賣空相反，指投資人買入金融產品部位並持有的操作方式。做多又稱作多頭交易、作多或買空。做多的部位稱爲多頭部位（英語：long position），中國大陸及香港又稱長倉。
持長倉的投資者預期相關資產的價格會上漲後市看好，因此採取「先買後賣」的策略；此為傳統的證券操作方式。股票投资人或期货及其他金融产品交易人，根据市场行情价格波动而在低位买入在高位卖出，即低吸高抛。广义上，短线抢短、波段操作、长期持有，均属之。

## 相關
- 空头
- 牛市

## 外部連結
- 财经百科：多头 Long
- 财经百科：卖空 Short Selling